# غرانت وارد
غرانت وارد (بالإنجليزية: Grant Ward)‏ (5 ديسمبر 1994 في المملكة المتحدة - ) هو لاعب كرة قدم بريطاني في مركز الوسط. لعب مع توتنهام هوتسبير وشيكاغو فاير وكوفنتري سيتي ونادي روذرهام يونايتد.

## وصلات خارجية
- غرانت وارد على موقع الدوري الأمريكي (الإنجليزية)
- غرانت وارد على موقع قاعدة بيانات كرة القدم.إي يو (الإنجليزية)
- غرانت وارد على موقع Soccerbase.com (لاعب) (الإنجليزية)
- غرانت وارد على موقع Soccerway.com (الإنجليزية)